# 第一深海丸
第一深海丸（だいいちしんかいまる）は日本で最初の深海掘削船である。

## 概要
北海道大学水産学部の練習船「おしょろ丸」を改造して1964年(昭和39年)7月22日に就航した。
この船が出来るまでは海底に穴を掘るには海中に足場を組んで作業するしかなく水深40mの場所までが限界であり、またボーリング調査をする場所を簡単に移動出来ないなど問題が多かった。
しかし、第一深海丸の就航により水深200mの場所でもボーリング調査が出来るようになり、しかも簡単にボーリング調査場所を移動できるようになった。

## 諸元
- 全長　　47メートル
- 全幅　　9メートル
- 排水量　53トン